# توليدو (ميناس جيرايس)
توليدو، ميناس جيرايس بلدية في ولاية ميناس جيرايس في منطقة جنوب شرق البرازيل.
تشكل البلدية مساحة 180,373 هكتار (445,710 أكر) من منطقة حماية بيئية، تم إنشاؤها عام 1997.